# Jürgen Schäfer (Jurist)
Jürgen Schäfer (* 28. Oktober 1962 in Darmstadt) ist ein deutscher Jurist. Er ist seit 2007 Richter am Bundesgerichtshof und dort seit Januar 2018 Vorsitzender Richter.

## Leben
Schäfer studierte von 1982 bis 1987 Rechtswissenschaft in Mainz und Tübingen. Von 1988 bis 1991 war er als wissenschaftlicher Mitarbeiter an einem Lehrstuhl für Zivil-, Wirtschafts- und Arbeitsrecht an der TH Darmstadt beschäftigt. Zugleich absolvierte er sein Referendariat und legte 1990 das zweite Staatsexamen ab.
1992 trat er in den hessischen Justizdienst ein und arbeitete zunächst als Richter am Landgericht Darmstadt und anschließend am Amtsgericht Bensheim. 1994 kehrte er ans Landgericht Darmstadt zurück. Ein Jahr später promovierte er an der TH Darmstadt über „Alkohol und Arbeitsverhältnis: zur rechtlichen Bewältigung alltäglicher Probleme“.
Von 1997 bis 2000 war er als wissenschaftlicher Mitarbeiter an den Bundesgerichtshof abgeordnet. 2001 wurde er zum Richter am Oberlandesgericht Frankfurt am Main befördert. Von 2007 bis 2018 gehörte er dem 3. Strafsenat des Bundesgerichtshofs an, seit dem 15. Dezember 2010 als stellvertretender Vorsitzender. Im Januar 2018 wurde Schäfer zum Vorsitzenden Richter am Bundesgerichtshof ernannt und übernahm den Vorsitz des 2. Strafsenats. Im November 2018 übernahm er den Vorsitz des 3. Strafsenates.